# Sunniva mystica
Sunniva mystica là một loài chân đều trong họ Scleropactidae. Loài này được Budde-Lund miêu tả khoa học năm 1904.